# آلو (آمل)
آلو ، روستایی از توابع بخش دابودشت شهرستان آمل در استان مازندران ایران است.

## جمعیت
این روستا در دهستان دابوی جنوبی قرار دارد و براساس سرشماری مرکز آمار ایران در سال ۱۳۸۵، جمعیت آن ۴۲۰ نفر (۹۹خانوار) بوده‌است.